# سفارة إندونيسيا في كندا
سفارة إندونيسيا في كندا هي أرفع تمثيل دبلوماسي لدولة إندونيسيا لدى كندا. تقع السفارة في أونتاريو وهي تهدف لتعزيز المصالح الإندونيسية في كندا.

## وصلات خارجية
- قائمة سفارات إندونيسيا
- قائمة السفارات في كندا